# Łukowe
Łukowe [pronunciación en polaco: /wuˈkɔvɛ/] (en ucraniano: Лукове, Lukove) es un pueblo ubicado en el distrito administrativo de Gmina Zagórz, dentro del Condado de Sanok, Voivodato de Subcarpacia, en el sur de Polonia oriental. Se encuentra aproximadamente a 12 kilómetros al sur de Zagórz, a 15 kilómetros al sur de Sanok, y a 71 kilómetros al sur de la capital regional Rzeszów. 